# Hymenolobium heterocarpum
Hymenolobium heterocarpum es una especie de planta floral del género Hymenolobium, tribu Dalbergieae, subfamilia, Faboideae.

## Distribución
Se distribuye por Brasil, Colombia, Ecuador, Guayana Francesa y Venezuela. Crece en el bioma tropical húmedo.

## Taxonomía
Fue descrita por Ducke y publicada en Trop. Woods 47: 6 (1936).